# テキスト終結文字
コンピューティングにおいて、テキスト終結文字（テキストしゅうけつもじ、ETX: End-of-Text character）とは、制御文字の一種で、受信側のコンピュータにデータの終端を知らせる目的で使われる。
ASCIIでは十進数で3、十六進数で0x03に割り当てられている。キャレット記法では ^C と表され、Unicodeでは制御文字の図形表現として ␃ (U+2403)が定義されている。
この文字はキーボードのコントロールキーとCを同時に押したとき（Control-C）に発生し、プログラムやプロセスに割り込むための「ブレーク・キャラクタ」としても用いられる。TOPS-20では、ログイン前にシステムからの通知を見るために使われていた。
テキスト終結文字はテキスト開始文字(STX: Start of Text)や伝送制御エスケープ(DLE: Data Link Escape)とともに用いられる。
mIRCでは色つき文字のためのエスケープ文字として使用している。